# Municipio de Chatham (Illinois)
El municipio de Chatham (en inglés: Chatham Township) es un municipio ubicado en el condado de Sangamon en el estado estadounidense de Illinois. En el año 2010 tenía una población de 6978 habitantes y una densidad poblacional de 72,31 personas por km².

## Geografía
El municipio de Chatham se encuentra ubicado en las coordenadas 39°39′39″N 89°45′15″O / 39.66083, -89.75417. Según la Oficina del Censo de los Estados Unidos, el municipio tiene una superficie total de 96.5 km², de la cual 96.43 km² corresponden a tierra firme y (0.08%) 0.07 km² es agua.

## Demografía
Según el censo de 2010, había 6978 personas residiendo en el municipio de Chatham. La densidad de población era de 72,31 hab./km². De los 6978 habitantes, el municipio de Chatham estaba compuesto por el 94.24% blancos, el 2.03% eran afroamericanos, el 0.09% eran amerindios, el 1.38% eran asiáticos, el 0.07% eran isleños del Pacífico, el 0.42% eran de otras razas y el 1.78% pertenecían a dos o más razas. Del total de la población el 1.99% eran hispanos o latinos de cualquier raza.